# Dassanetch (Sprache)
Dassanetch (Af Daasanach, auch bekannt als Daasanech, Dama, Dathanaik, Dathanik, Dhaasanac, Gallab, Galuba, Geleb, Geleba, Gelebinya, Marille, Merile, Morille, Reshiat und Russia) ist eine Tieflandostkuschitische Sprache, welche im Südwesten Äthiopiens und Nordwesten Kenias von den Dassanetch gesprochen wird. Sie hat insgesamt 60'730 Sprecher und ist gefährdet.
Zum Schreiben verwendet man die Lateinische Schrift.